# Frans Malmros (1925–2003)
Frans Jacob Malmros, född 4 november 1925 i Malmö, död 24 april 2003, var en svensk företagsledare; son till skeppsredare Jarl Malmros.
Malmros tog studenten 1945, utexaminerades från Malmö handelsgymnasium 1947 och studerade vid Handelshögskolan i Stockholm 1948–1950. Han blev vice verkställande direktör i Malmros International AB (namnändring från Malmros rederi AB) 1952, var verkställande direktör där 1957–1977, arbetande styrelseordförande 1977–1987 och arvoderad vice styrelseordförande 1987–1989. Han var dansk konsul 1966–1990 (vicekonsul 1956). Malmros är begravd på Norra kyrkogården i Trelleborg.